# Gunnar Jensen
Knud Gunnar Jensen (n. 31 martie 1863, la Copenhaga – d. 6 mai 1948, la Frederiksberg) a fost un medalist și un sculptor danez.